# Mathis Bolly
Mathis Gazoa Kippersund Bolly, plus couramment appelé Mathis Bolly, est un footballeur international ivoirien.

## Statistiques
Le tableau ci-dessous récapitule les statistiques de Mathis Bolly lors de sa carrière en club :
| Saison                | Club                  | Championnat           | Championnat | Championnat | Coupe(s) nationale(s) | Coupe(s) nationale(s) | Total | Total |
| Saison                | Club                  | Division              | M.          | B.          | M.                    | B.                    | M.    | B.    |
| 2008                  | Lillestrøm            | 1                     | 2           | 0           | -                     | -                     | 2     | 0     |
| 2009                  | Lillestrøm            | 1                     | 10          | 0           | 2                     | 0                     | 12    | 0     |
| 2010                  | Lillestrøm            | 1                     | 8           | 1           | -                     | -                     | 8     | 1     |
| 2011                  | Lillestrøm            | 1                     | 16          | 2           | -                     | -                     | 16    | 2     |
| 2012                  | Lillestrøm            | 1                     | 24          | 4           | 4                     | 0                     | 28    | 4     |
| 2012-2013             | Düsseldorf            | 1                     | 7           | 2           | -                     | -                     | 7     | 2     |
| 2013-2014             | Düsseldorf            | 2                     | 14          | 1           | 1                     | 0                     | 15    | 1     |
| 2014-2015             | Düsseldorf            | 2                     | 11          | 1           | 1                     | 0                     | 12    | 1     |
| 2015-2016             | Düsseldorf            | 2                     | 18          | 2           | 1                     | 0                     | 19    | 2     |
| 2016-2017             | Greuther Fürth        | 2                     | 5           | 1           | -                     | -                     | 5     | 1     |
| Total sur la carrière | Total sur la carrière | Total sur la carrière | 115         | 14          | 9                     | 0                     | 124   | 14    |